# Rhamphomyia longefilata
Rhamphomyia longefilata är en tvåvingeart som beskrevs av Gabriel Strobl 1906. Rhamphomyia longefilata ingår i släktet Rhamphomyia och familjen dansflugor. Inga underarter finns listade i Catalogue of Life.